# Litewski Związek Prawicy
Litewski Związek Prawicy (lit. Lietuvos dešiniųjų sąjunga, LDS) – litewska konserwatywna partia polityczna, działająca w latach 2001–2003.
Ugrupowanie powstało w październiku 2001 z połączenia trzech pozaparlamentarnych partii Litewskiej Partii Demokratycznej, Ojczyźnianej Partii Ludowej, Partii Niepodległości oraz politycznej organizacji pod nazwą Litewska Liga Wolności. Formalnie na przewodniczącego wybrano reżysera filmowego Arūnasa Žebriūnasa, faktycznym liderem LDS został przywódca ludowców, były poseł Vidmantas Žiemelis. Partia uzyskała słabe wyniki w wyborach samorządowych w 2002, wprowadzając do lokalnych rad pojedynczych przedstawicieli. Pod koniec 2003 LDS przyłączył się do Związku Ojczyzny.